# State Of Bliss
State Of Bliss er en kortfilm fra 2000 instrueret af Kenneth Bo Sperling efter eget manuskript.

## Handling
Hvis de virkeligt spændende kunstnere er sindssyge, så må man, ved at blive sindssyg, kunne blive en virkelig spændende kunstner, tænker vores hovedperson. Han lægger sig i et badekar for at vente på, at hans hjerne kortslutter og sender De Blå Bjerge i hans retning.